# Главна прокуратура на Съюза (Бразилия)
 Тази статия е за орган на Главната адвокатура на Бразилия.  За публичното обвинение вижте Прокуратура на Бразилия.  
Главна прокуратура на Съюза (на португалски: Procuradoria-Geral da União - PGU) е орган на Главната адвокатура на Бразилия (AGU), който се намира под прякото и непосредствено подчинение на главния адвокат на Бразилия.
Главната прокуратура на Съюза оказва съдействие на главния адвокат на Бразилия при осигуряването на процесуално представителство на федералното правителство и неговите органи пред националните съдилища. Въпреки че е част от структурата на Главната адвокатура, Главната прокуратура на Съюза запазва в названието си думата „прокуратура“ (както и повечето от останалите органи на Главната адвокатура), а служителите ѝ се наричат прокурори, тъй като изпълняват функции, които в миналото са били част от прерогативите на прокуратурата на Бразилия (на португалски: Ministerio Publico), на която Конституцията от 1988 г. вменява само функции на публично обвинение.
Главната прокуратура на Съюза осъществява дейността си по места чрез своите териториални звена, организирани на три нива:
- Регионални прокуратури на Съюза, които осигуряват процесуално представителство на федералната власт пред регионалните федерални и специализирани съдилища[3] на страната.[4]
- Прокуратури на Съюза, организирани във всеки щат и за Федералния окръг, които осигуряват постоянно процесуално представителство на Съюза пред органите на федералното общо и специализирано правосъдие във всеки щат на страната.[5]
- Секционни прокуратури на Съюза за всяка една юридическа секция по места извън щатските столици.

Прокурорите, работещи в структурата на Главната прокуратура на Съюза са:
- регионални прокурори на Съюза, които представят федералното правителство пред регионалните федерални и специализирани съдилища;[6]
- шеф прокурор на Съюза за отделните щати и Федералния окръг и секционните прокурори на Съюза, които представляват Съюза пред съдиите от първа инстанция на общото и специализираното федерално правосъдие във всяка съдебна секция в отделните щати и Федералния окръг.[7]

Главната прокуратура на Съюза се ръководи от главния прокурор на Съюза, който се назначава свободно от главния адвокат на Бразилия. Главният прокурор на Съюза осигурява административното ръководство на Главната прокуратура на Съюза, координира дейността на членовете и звената ѝ и осигурява процесуално представителство на федералното правителство пред висшите съдилища на страната.

## Външи препратки
- Официална страница Архив на оригинала от 2012-04-06 в Wayback Machine.